# 殻の蕾
「殻の蕾」（からのつぼみ）はMELLのシングル。
「殻の蕾」は、MELLのシングル楽曲としては初めて、作曲をI'veのサウンドプロデューサーで歌手でもあるC.G mixが手掛け、作詞はMELL自身が行っている。今回は、他の作品のように通常盤・初回限定盤の2種類での販売はせず、CDとDVDを一緒にした販売形式が採用される予定（GNCV-0020）。もともとこの楽曲はI've設立10周年を記念して販売されたボックス『I've Sound 10th Anniversary 「Departed to the future」Special CD BOX』に収録されており、その楽曲をシングルカットをしたものである。MELLのシングルとしては初めてのノンタイアップシングルである。

## 収録曲
CD
1. 殻の蕾 [5:59]
作詞：MELL／作曲：C.G mix／編曲：C.G mix、星野威
2. 美しく生きたい-I'VE in BUDOKAN 2009 Live Ver.- [5:33]
作詞・作曲・編曲：高瀬一矢
3. 殻の蕾（Instrumental）

DVD
- 「殻の蕾」プロモーションビデオ
- 映画「Departed to the future」ダイジェスト映像